# Vladislav Volkov
Vladislav Nikolaevici Volkov (în rusă Владисла́в Никола́евич Во́лков; n. 23 noiembrie 1935, Moscova, RSFS Rusă, URSS – d. 30 iunie 1971, Soiuz 11) a fost un cosmonaut sovietic care a zburat în misiunile Soiuz 7 și Soiuz 11. A doua misiune s-a terminat fatal.

## Biografie
Volkov a absolvit Institutul de Aviație din Moscova, în 1959. În calitate de inginer de aviație la Biroul de Design Koroliov, el a fost implicat în dezvoltarea navelor spațiale Vostok și Voshod înainte de a fi ales ca astronaut. A zburat la bordul navei Soiuz 7 în 1969.
Volkov, la cea de-a doua misiune spațială din 1971, a fost alocat misiunii Soiuz 11. Cei trei cosmonauți de pe acest zbor (Gheorghi Dobrovolski, Vladislav Volkov și Viktor Pațaev) au petrecut 23 de zile pe Saliut 1, prima stație spatială din lume. După trei săptămâni relativ plăcute pe orbită, Soiuz 11 a fost al doilea zbor spațial sovietic cu echipaj uman care s-a terminat fatal, al doilea după Soiuz 1.
După intrarea în atmosferă care a decurs normal, capsula Soiuz 11 a fost deschisă și au fost găsite înăuntru cadavrele celor trei membri ai echipajului. S-a descoperit că o valvă s-a deschis chiar înainte de părăsirea orbitei, ceea ce a permis atmosferei capsulei să se scurgă în spațiu, făcându-i pe Volkov și pe cei doi colegi de zbor să sufere o hipoxie fatală, în timp ce capsula lor cobora spre atmosfera Pământului.

## Premii și comemorări
Vladislav Volkov a fost decorat de două ori ca erou al Uniunii Sovietice (prima dată la 22 octombrie 1969 și postum, la 30 iunie 1971). El a primit, de asemenea, de două ori Ordinul Lenin și titlul de Pilot-Cosmonaut al URSS.
Craterul lunar Volkov și planeta minoră 1790 Volkov sunt numite în cinstea sa. O stradă din Moscova este numită după el.
Un soi delicios de roșii din Ucraina a fost numit Cosmonaut Volkov în memoria sa de către prietenul său, omul de știință și grădinarul Mihailovici Maslov.
Cenușa lui Vladislav Volkov a fost depusă într-o urnă în Necropola din Zidul Kremlinului din Piața Roșie din Moscova.
Volkov este cetățean de onoare al orașelor Kaluga și Kirov.
În filmul Virus (1999), o inteligență extraterestră prin intermediul unei transmisii din spațiul cosmic ajunge în sistemul informatic al navei de cercetare Akademic Vladislav Volkov. Potrivit cărții lui Brian Harvey Rusia In Space, a existat cu adevărat o navă sovietică de comunicații care era numită Vladislav Volkov, dar a fost vândută de guvernul rus după destrămarea Uniunii Republicilor Sovietice Socialiste.
O relatare a carierei și a vieții în spațiu a lui Volkov apare în cartea din 2003 Fallen Astronauts: Heroes Who Died Reaching for the Moon (Astronauții prăbușiți: Eroii care au murit pentru a ajunge la Lună) scrisă de Colin Burgess.

## Vezi și
- Listă de oameni care apar pe mărci poștale din România
- Lista zborurilor spațiale cu echipaj uman 1961-1969
- Lista zborurilor spațiale cu echipaj uman 1970-1979
- Listă de personalități din Moscova